# Costa Rica ai Giochi della XX Olimpiade
La Costa Rica partecipò ai Giochi della XX Olimpiade che si sono svolti a Monaco di Baviera dal 26 agosto all'11 settembre 1972, con una delegazione di tre atleti impegnati in altrettante discipline. Portabandiera alla cerimonia di apertura fu il tiratore Hugo Chamberlain, alla sua seconda Olimpiade. Fu la quarta partecipazione di questo paese ai Giochi estivi. Non furono conquistate medaglie.